# St-Gervais-St-Protais (Champagné-Saint-Hilaire)

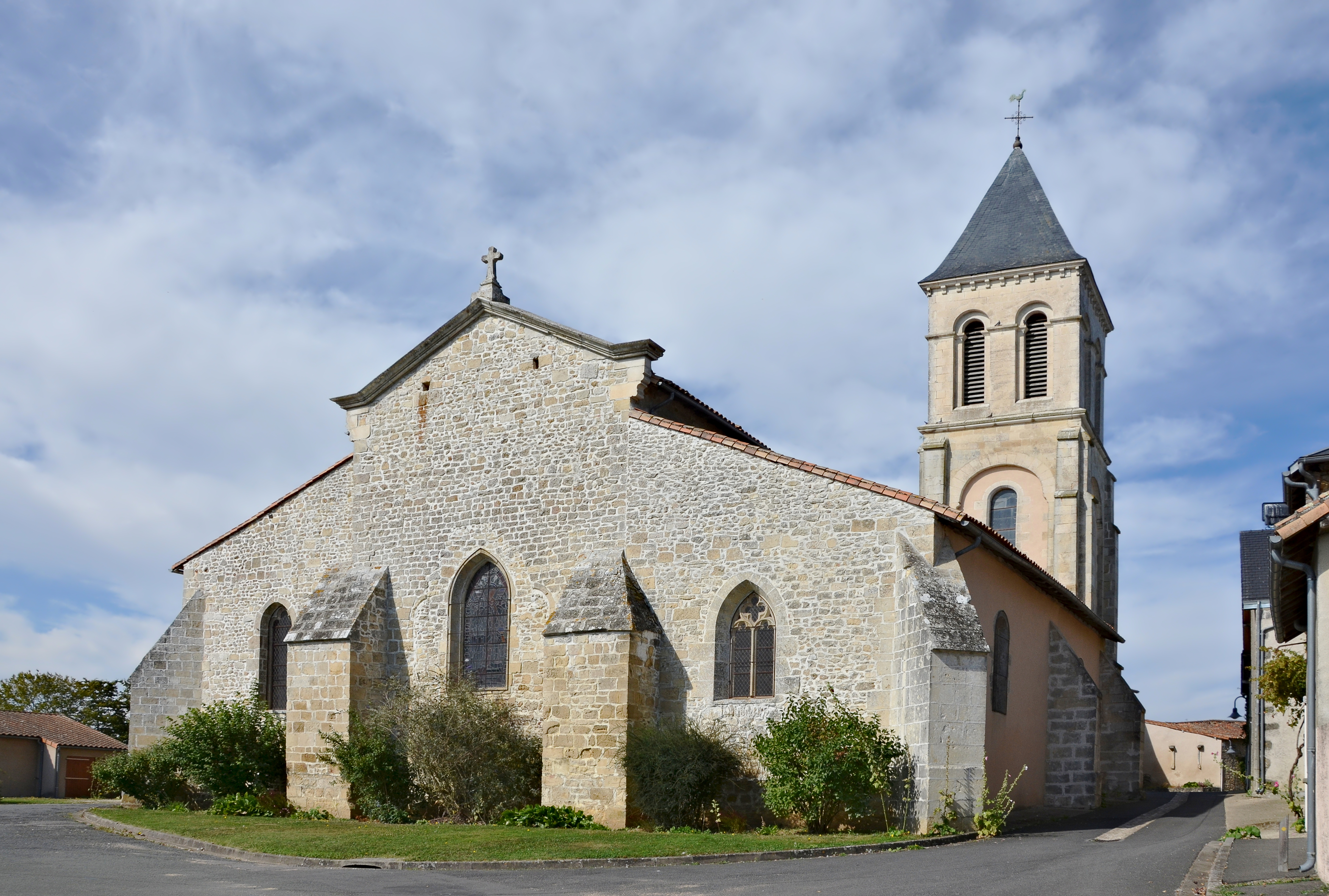
Kirche Saint-Gervais-Saint-Protais, von Osten

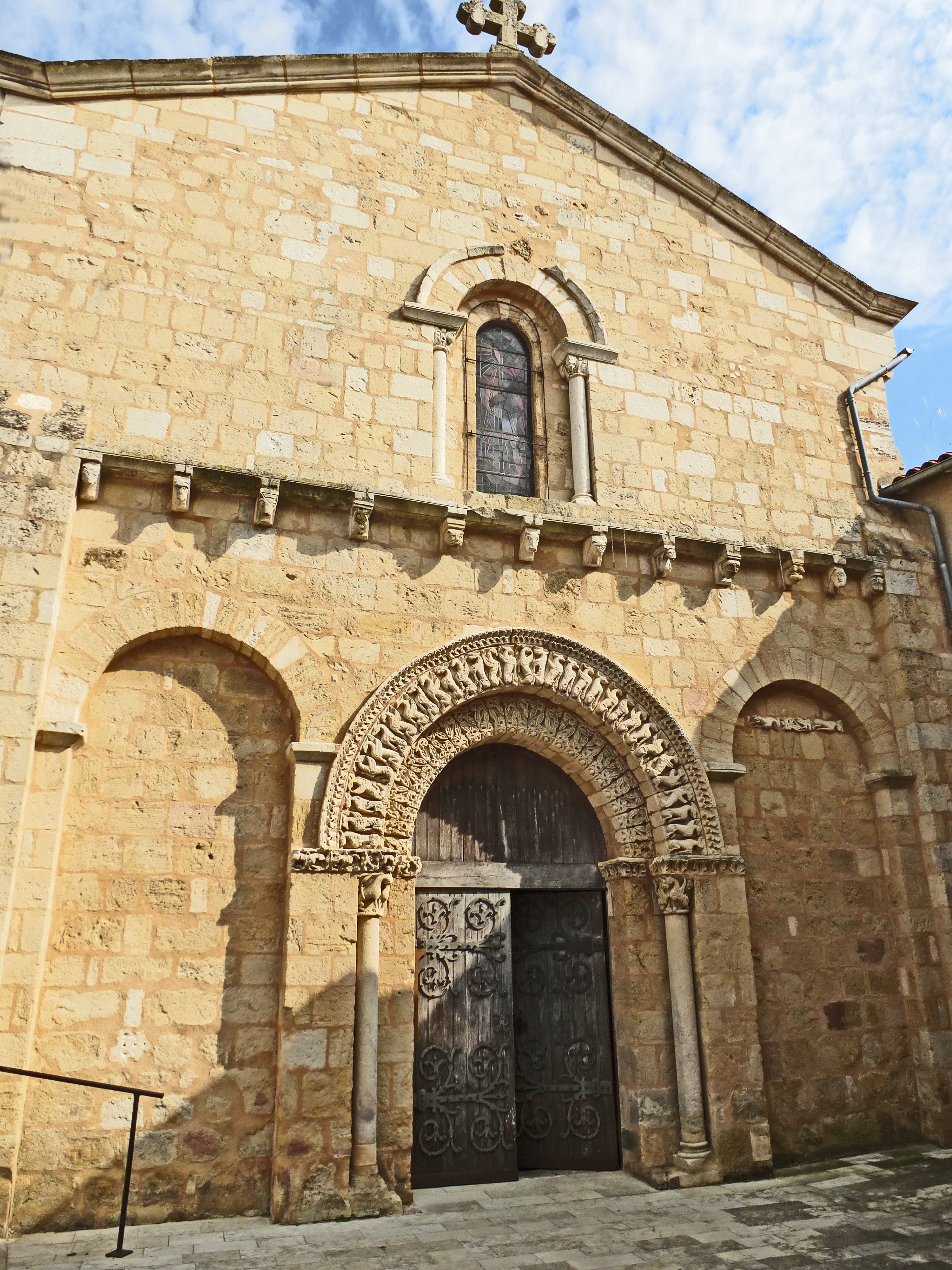
Westfassade

Die römisch-katholische Kirche Saint-Gervais-Saint-Protais in Champagné-Saint-Hilaire, einer Gemeinde im Département Vienne in der französischen Region Nouvelle-Aquitaine, ist eine romanische Kirche aus dem 12. Jahrhundert. Im Jahr 1925 wurde die Kirche, die noch ein außergewöhnliches Portal aus der Bauzeit besitzt, als Monument historique in die Liste der Baudenkmäler in Frankreich (Base Mérimée) aufgenommen.

## Geschichte
Die im 12. Jahrhundert errichtete und den Heiligen Gervasius und Protasius gewidmete Kirche erlitt während der Religionskriege im 16. Jahrhundert schwere Schäden. In den Jahren um 1580 wurde die Kirche wiederhergestellt.

## Architektur

### Außenbau
Ein Gesims mit skulptierten Kragsteinen unterteilt die zweigeschossige Westfassade. Über dem Gesims wird die Fassade von einem Rundbogenfenster, das von schlanken Säulen mit skulptierten Kapitellen gerahmt wird, durchbrochen.
Zwischen zwei schmucklosen Blendarkaden ist das rundbogige Portal eingeschnitten, das wie die Kirche aus dem 12. Jahrhundert stammt. Das Portal wird von zwei Archivolten und zwei schlanken Säulen gerahmt. Die Kapitelle der Säulen sind mit geflügelten Greifen oder Drachen skulptiert. Die Wölbsteine des inneren Bogens sind mit paarweise angeordnetem Blattwerk in S-Form verziert, auf dem äußeren Bogen, der von einem Palmettenfries gerahmt wird, sind auf allen Wölbsteinen geflügelte Greife dargestellt.
Die seitlichen Außenmauern und das gerade abschließende Chorhaupt werden von weit vorstehenden, abgeschrägten Strebepfeilern gestützt, die sich nicht ganz bis zur Höhe des Dachansatzes der Seitenschiffe erstrecken. Die Chorpartie wird von kleinen, spitzbogigen Fenstern durchbrochen, das nördliche Fenster ist mit Maßwerk versehen.

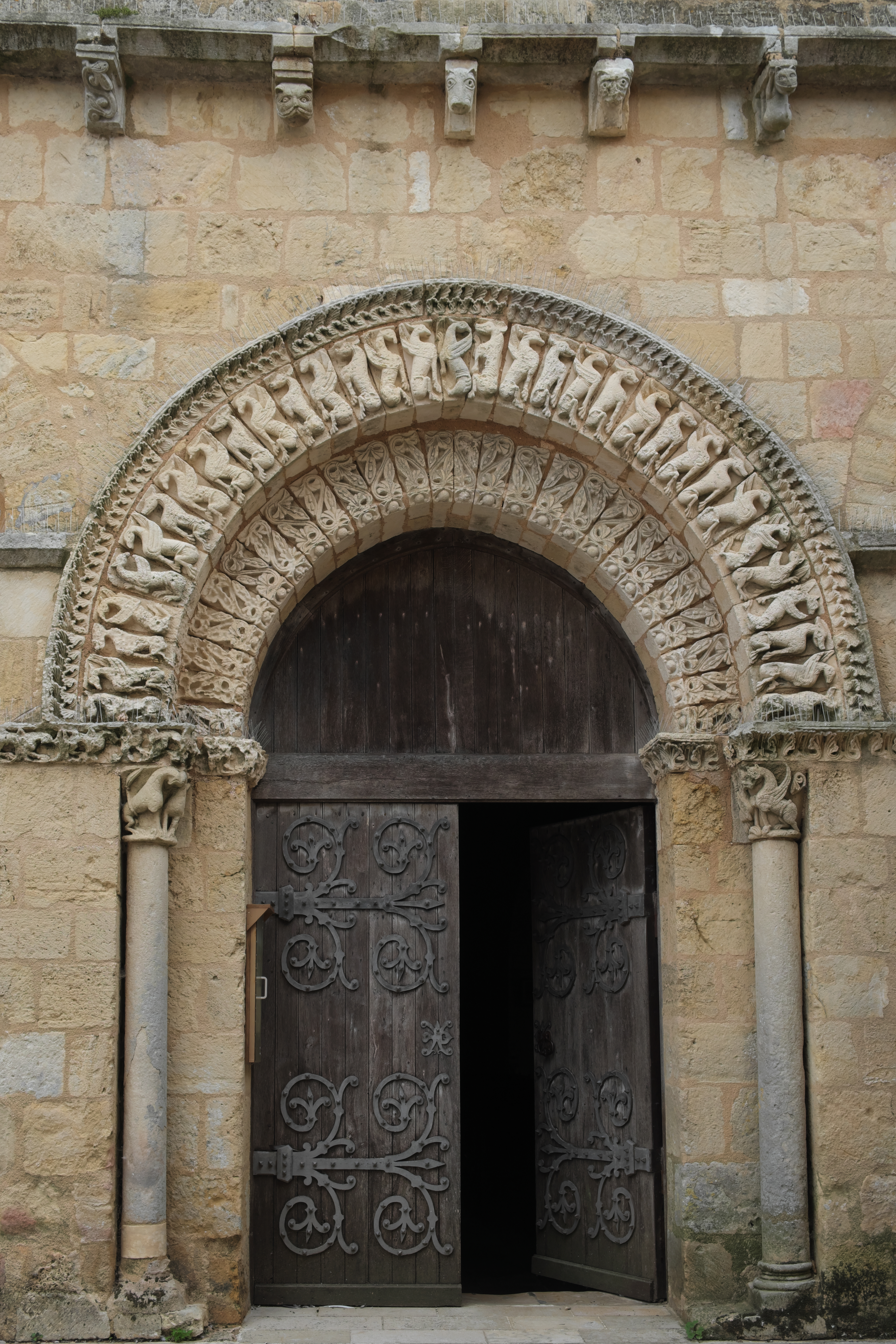
Portal
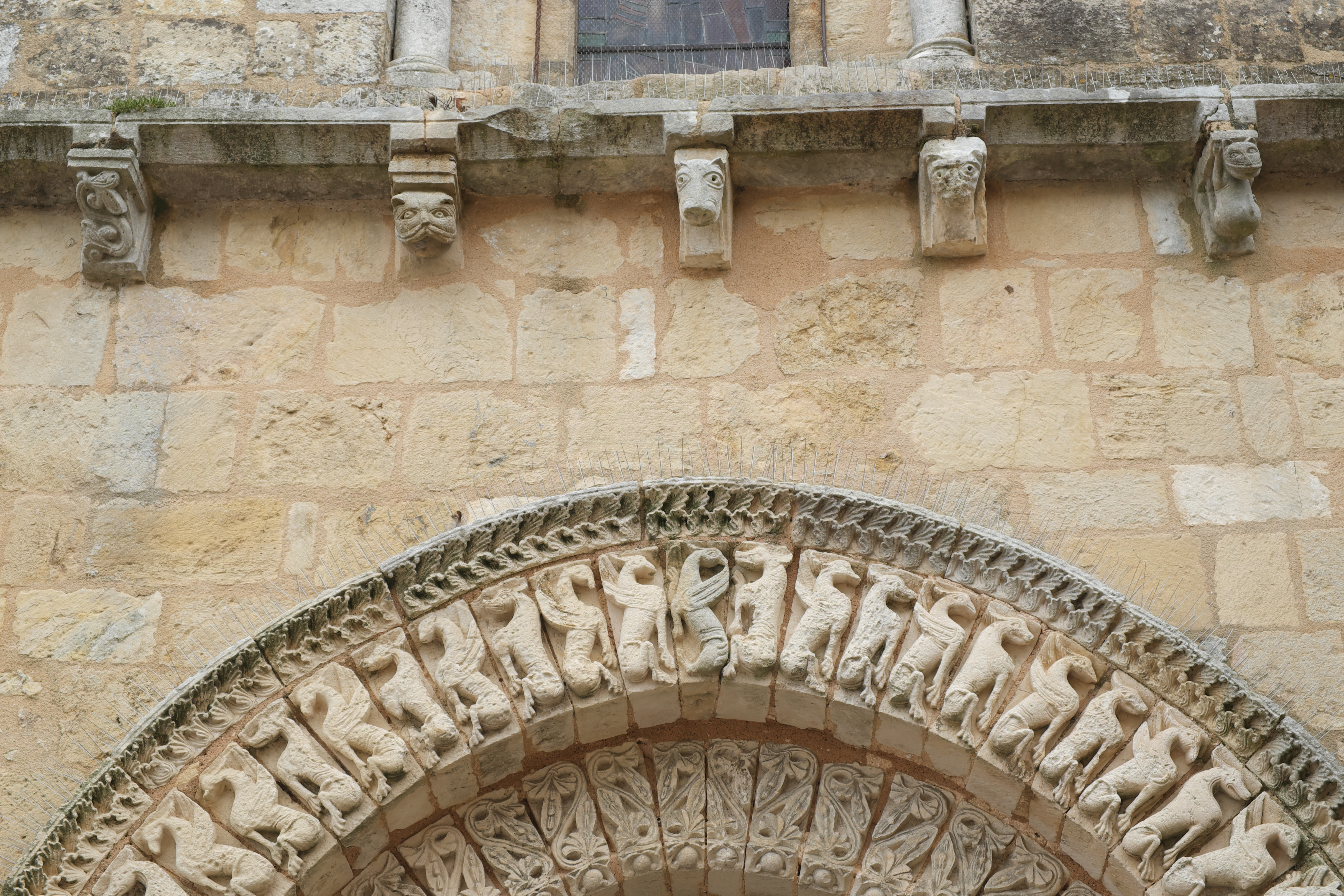
Gesims mit Kragsteinen
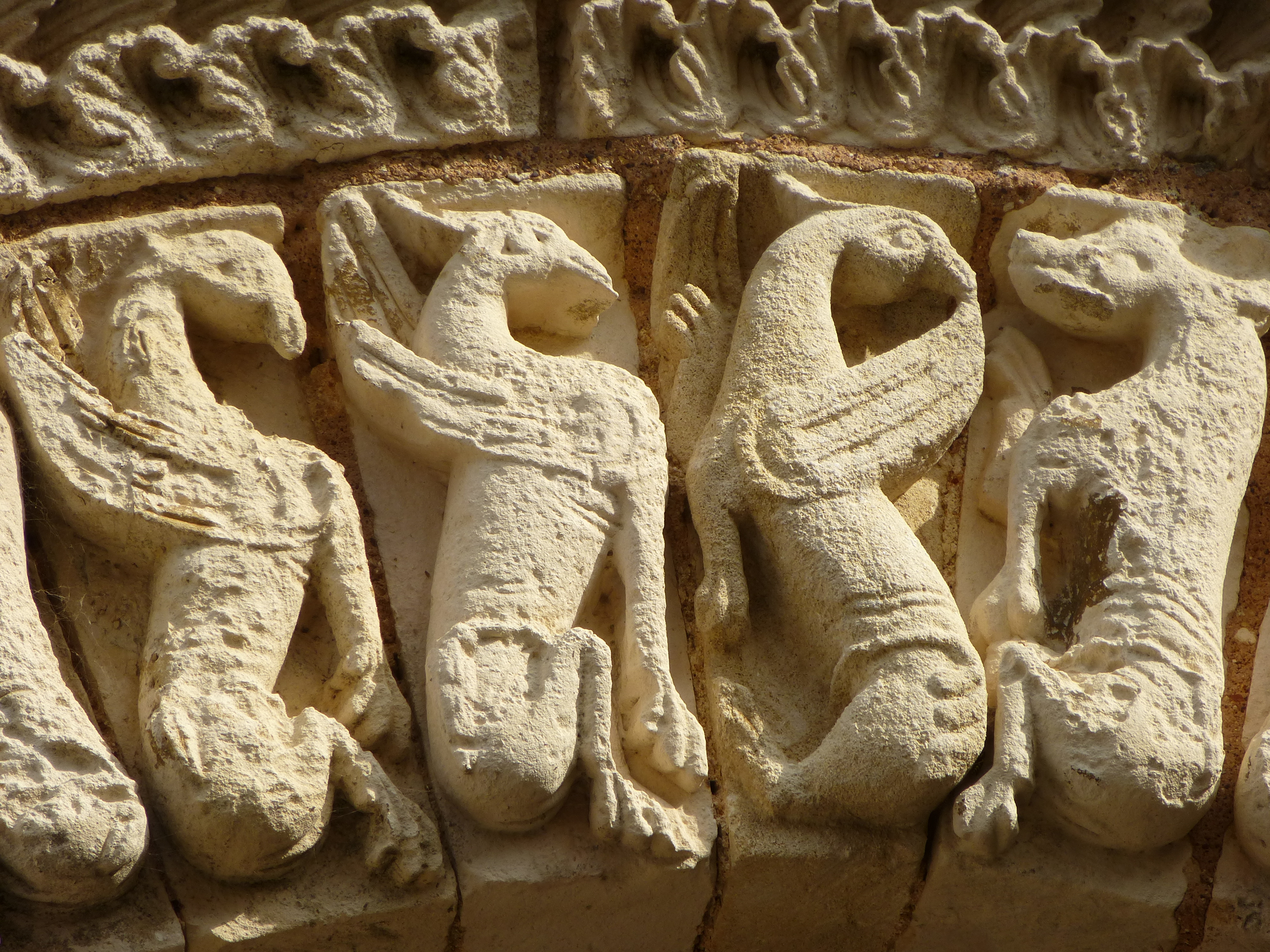
Archivolten am Portal
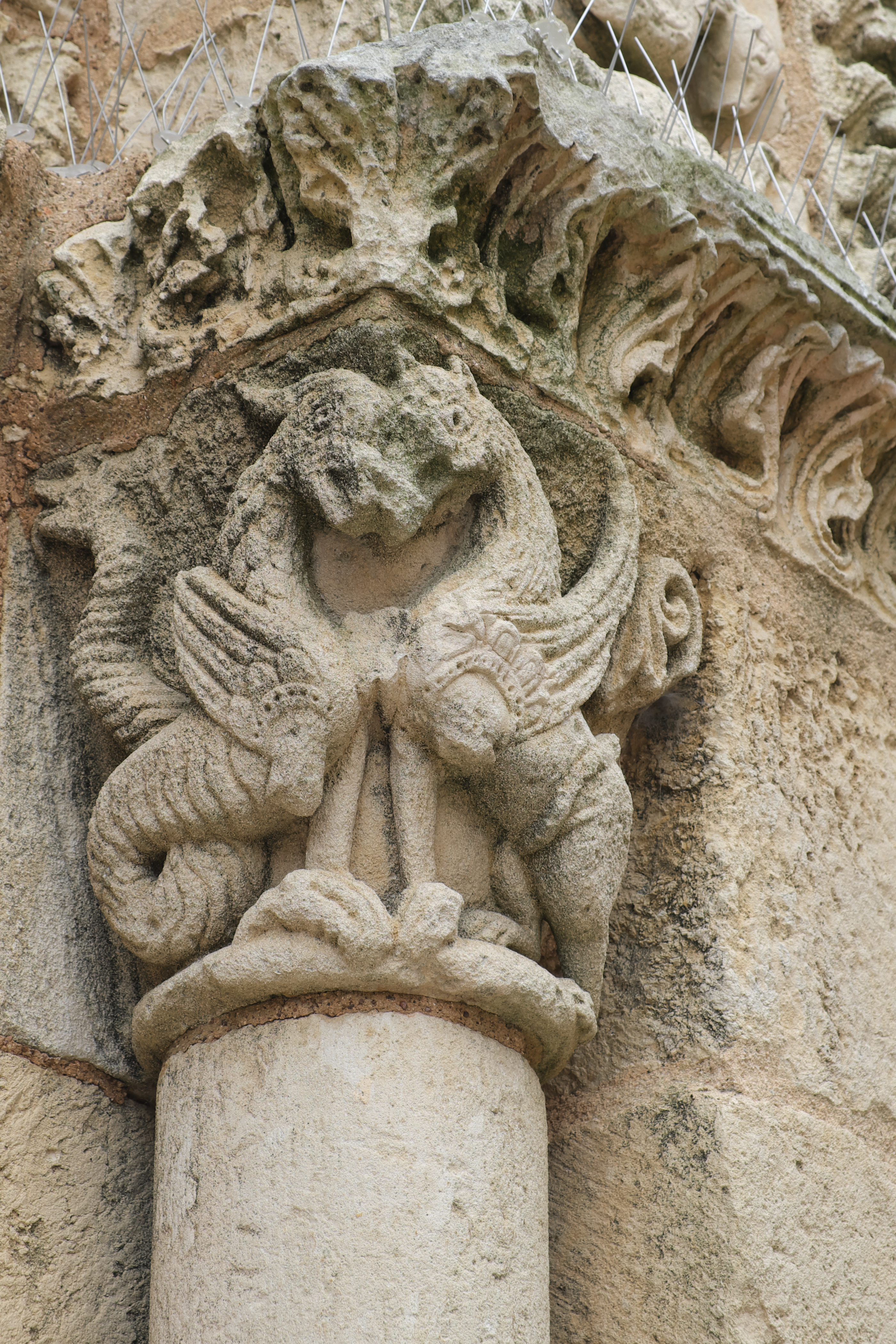
Kapitell am Portal

### Innenraum
Der Innenraum wurde im 15. und 19. Jahrhundert stark umgestaltet. Das einschiffige Langhaus mündet im Osten in den gerade geschlossenen Chor, an den sich die beiden seitlichen Kapellen anschließen. Die nördliche Kapelle besteht aus zwei Jochen, in denen noch das Kreuzrippengewölbe aus dem 15. Jahrhundert erhalten ist.

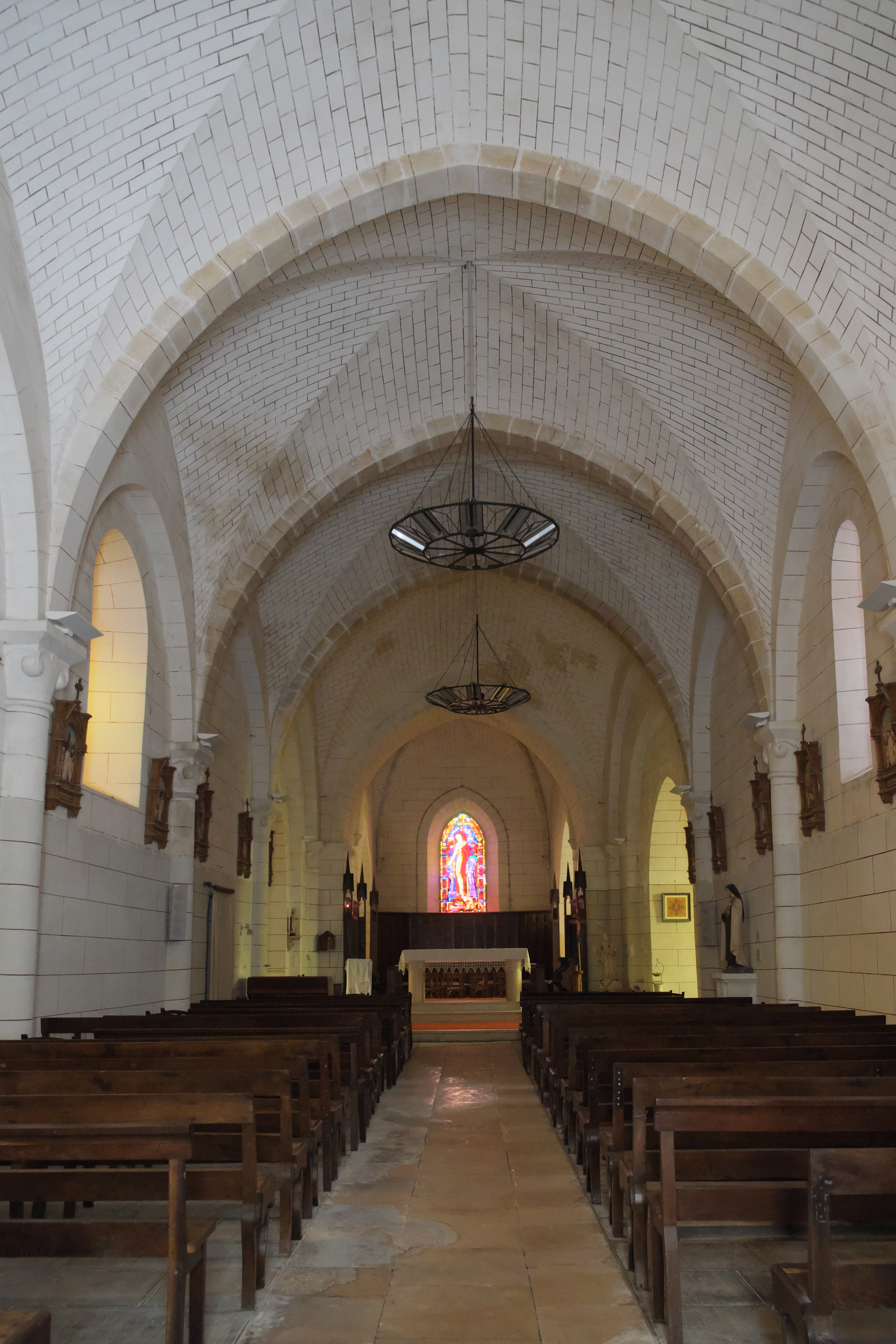
Innenraum mit Blick zum Chor
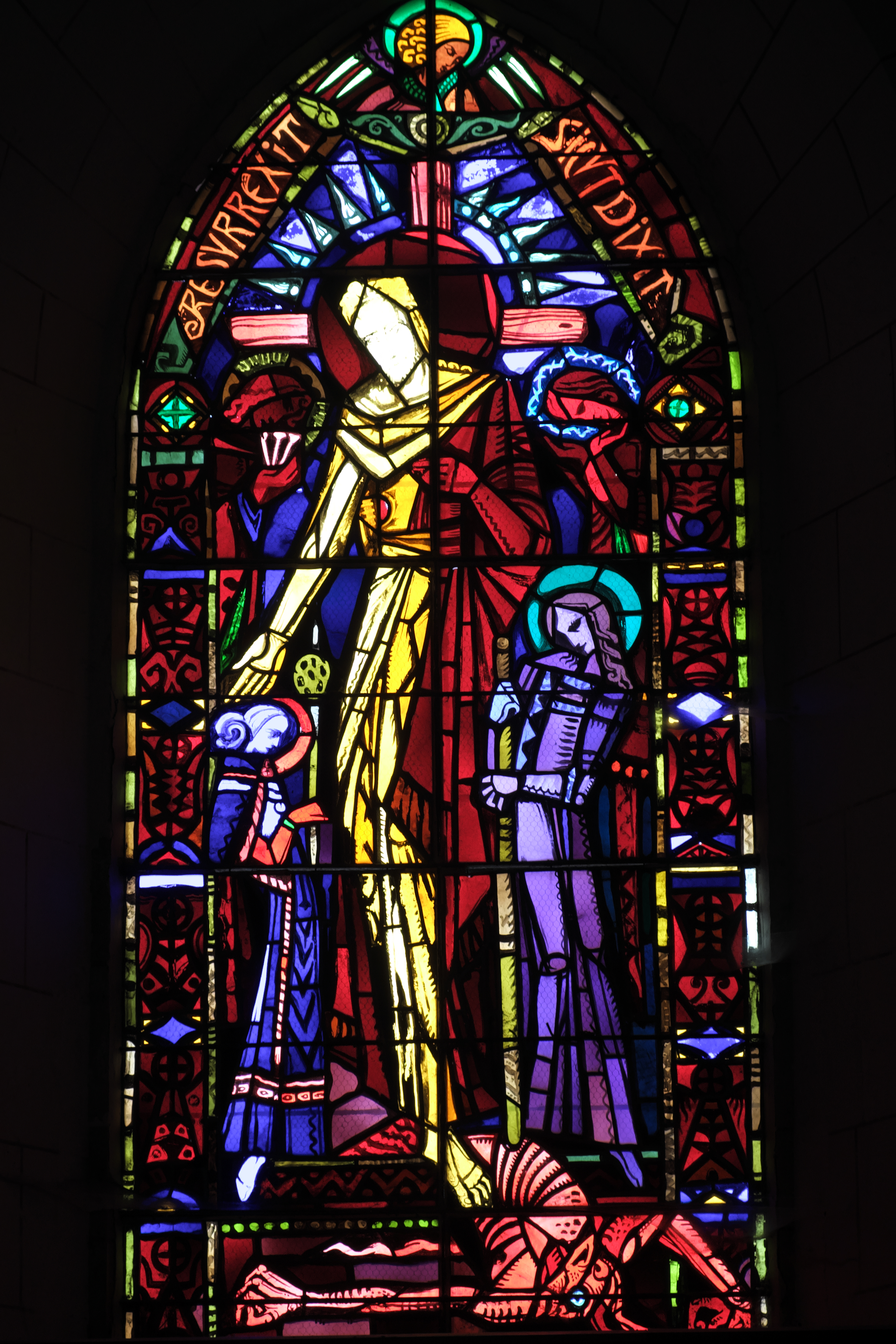
Auferstehung Christi

## Bleiglasfenster
Die Kirche besitzt fünf Bleiglasfenster mit figürlichen Darstellungen, die von dem Glasmaler Louis Mazetier (1889–1952) in den Jahren 1946 bis 1950 ausgeführt wurden. Die Fenster sind mit thematischen Inschriften versehen und stellen den heiligen Hilarius von Poitiers dar, die Auferweckung des Jünglings von Naim, die Heilung eines blinden Bettlers bei Jericho, die Vergebung der Sünder durch Jesus und seine Auferstehung.

## Ausstattung

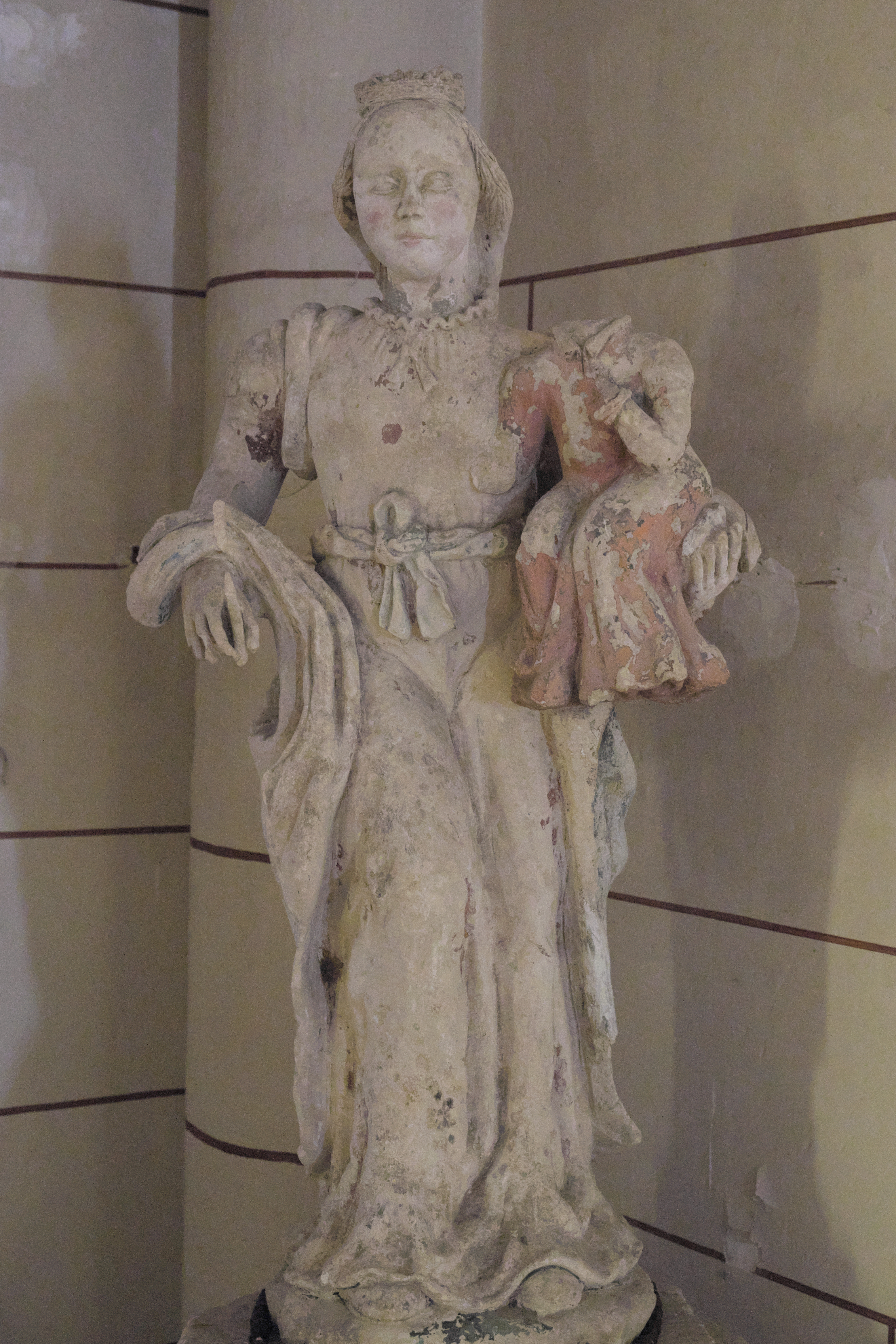
Madonna mit Kind, 16. Jahrhundert

Die ursprünglich farbig gefasste Figur aus Kalkstein einer Madonna mit Kind wird in das späte 16. Jahrhundert datiert. Von der farbigen Fassung sind nur noch Reste vorhanden. Der Kopf des Jesuskindes und ein Teil eines Armes sind verloren gegangen.